# لوری دوپویس
لوری دوپویس (انگلیسی: Lori Dupuis؛ زادهٔ ۱۴ نوامبر ۱۹۷۲) بازیکن هاکی روی یخ اهل کانادا است.